# Lantau Peak
Lantau Peak (kinesiska: 鳳凰山) är ett berg i Hongkong (Kina). Det ligger i den västra delen av Hongkong. Toppen på Lantau Peak är 934 meter över havet. Lantau Peak ligger på ön Tai Yue Shan.
Terrängen runt Lantau Peak är kuperad åt nordväst, men åt sydost är den platt. Havet är nära Lantau Peak söderut. Lantau Peak är den högsta punkten i trakten. Närmaste större samhälle är Tuen Mun, 16,7 km norr om Lantau Peak. 